# Queniquea
Queniquea est une ville de l'État de Táchira au Venezuela, capitale de la paroisse civile de Sucre et chef-lieu de la municipalité de Sucre.